# Адальберт Магдебургский
Адальбе́рт Магдебу́ргский (лат. Adalbertus Magdeburgensis; около 910 — 20 июня 981) — германский хронист, монах-бенедиктинец, миссионер и церковный деятель, первый архиепископ магдебургский, первый христианский епископ, побывавший на Руси.

## Биография

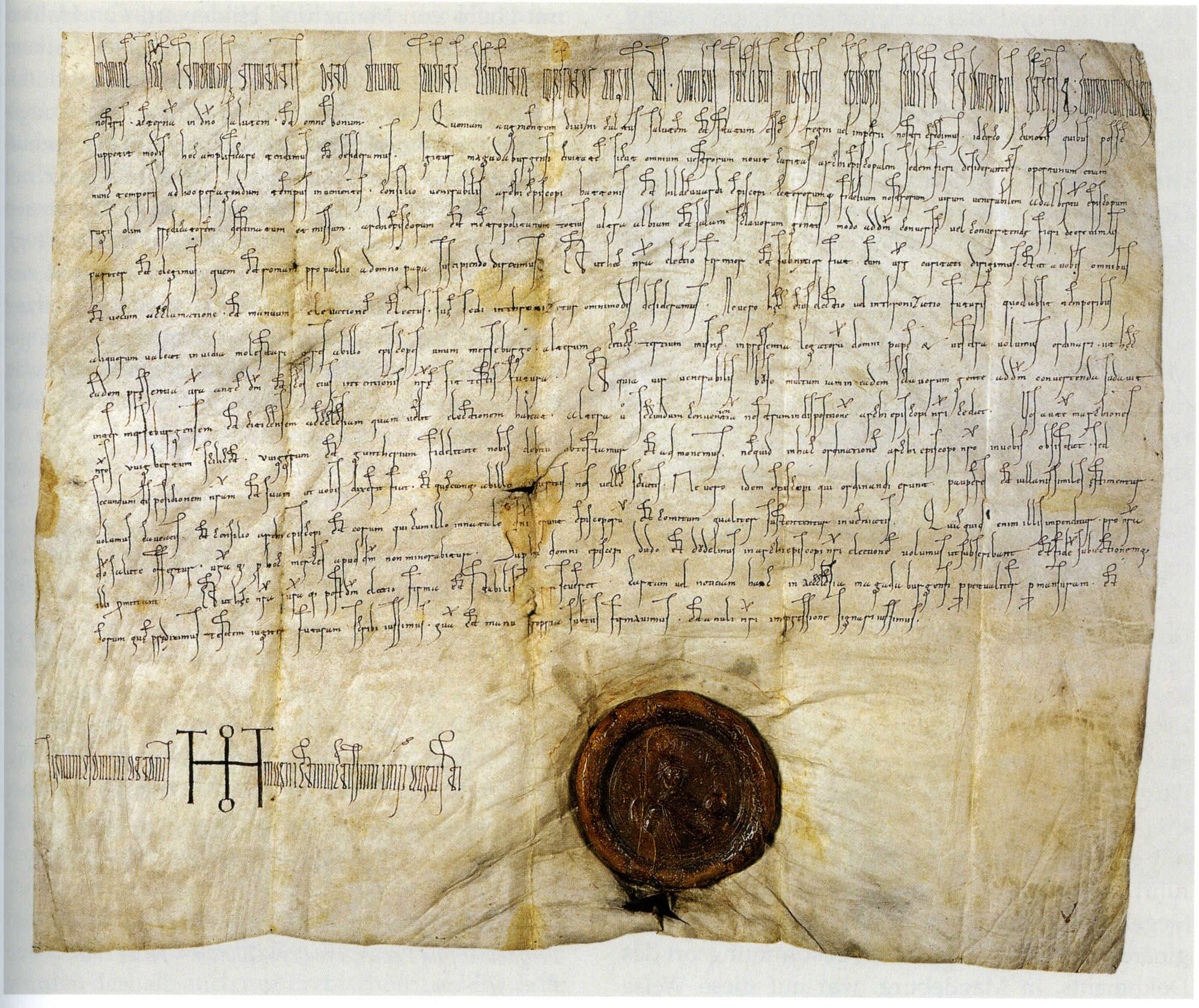
Ставленая грамота Адальберта Магдебургского, 968 г.

Предположительно был выходцем из Лотарингии. О его происхождении ведутся споры. Согласно одной из версий, он был правнуком графа Адальберта фон Бабенберга (854—906).
Примерно с 950 года служил в канцелярии архиепископа Кёльна Викфрида, в 953 году поступил на службу Оттону I, будущему императору Священной римской империи. В 958 году принял монашество в бенедиктинском монастыре Святого Максимина в Трире, получив там литературное и богословское образование, а в 961 году посвящён был в сан епископа.
В 959 году русская княгиня Ольга послала Оттону I просьбу прислать на Русь епископа для проповеди христианства. Первоначально эта миссия была возложена на Либуция, но он по неизвестным причинам медлил с отъездом и марте 961 года скончался.
В 961 году по рекомендации архиепископа Майнца Вильгельма, который был незаконнорождённым сыном императора Оттона от некой знатной славянки, Адальберт был отправлен в Киев. Миссия Адальберта потерпела неудачу: он был вынужден уехать, а некоторые из его спутников были убиты. А. В. Назаренко предполагает, что приглашение Ольги изначально могло преследовать только цели политического давления на Византию, кроме того, к моменту прибытия Адальберта к власти в Киеве пришёл сын Ольги Святослав, который предпочел остаться язычником. Российский историк М. Б. Свердлов, опираясь на исследования Г. Г. Перца и Й. Вера, считал, что о миссии Адальберта на Русь сообщил в «Продолжении хроники Регинона» сам Адальберт.
На обратном пути Адальберт совершил таинство миропомазания в чешском городе Либице над юным Войцехом Славниковичем, дав ему имя своего небесного покровителя. Впоследствии Адальберт-Войцех стал мучеником и святым (см. Адальберт Пражский). Адальберт вернулся из этой поездки в германские земли уже в 962 году.
В 963—965 годах он служил при дворе престолонаследника Оттона II, а в 966 году стал настоятелем Висамбурского монастыря в Эльзасе, где создал большую часть своего исторического труда «Продолжение хроники Регино Прюмского» (лат. Continuatio Reginonis). Охватывающее 907—967 годы, оно частично основано на несохранившихся источниках, в том числе «Анналах Райхенау», и продолжает традиции каролингской имперской анналистики, включая ряд ценных сведений по истории Древней Руси, в том числе киевской миссии самого Адальберта.
В монастыре Адальберт также активно занимался развитием монашеского образования. В 967 году он сопровождал юного Оттона в его поездке в Италию. В конце октября прибыл вместе с ним в Рим, где Оттон был коронован папой как будущий император.
В 968 году Адальберт был назначен Магдебургским архиепископом. 18 октября 969 года папа Иоанн XIII возложил на него в Риме паллий. Магдебургское архиепископство было создано папой Иоанном XIII по просьбе Оттона I. В него вошли епархии в Наумбурге, Майсене, Познани (установлены им в том же году), Мерзебурге, Бранденбурге, Хафельберге. Одной из главных целей этого архиепископства была подготовка миссионеров в земли восточных славян. Главным делом Адальберта стала организация при архиепископстве знаменитой школы, которую заканчивали многие выдающиеся личности: уже упоминавшийся выше Адальберт Пражский, Бруно Кверфуртский, Титмар Мерзебургский и др.
Является также автором «Послания епископу Минденскому Мило» (лат. Epistola dedicatoria ad Milonem episcopum Mindensem) богословского содержания.
Умер 20 июня 981 года в Цербене близ Халле (Саксония-Анхальт).
Память в Католической церкви — 20 июня.

## Издания
- Adalberti Continuatio Reginonis. Übersetzt von Albert Bauer, Reinhold Rau // Quellen zur Geschichte der sächsischen Kaiserzeit. — Band. 8. — Darmstadt: Nachtrag erweiterte Auflage, 2002. — S. 190–231. — ISBN 978-3534014163.